# Јарослав Бургр
Јарослав Бургр (Велке Приточно, 7. март 1906. — 15. септембар 1986) био је чешки фудбалски дефанзивац. Играо је за Чехословачку.
Био је учесник два светска првенства, 1934. и 1938. године. За репрезентацију је одиграо 57 утакмица.
Бургр је већину своје каријере играо за Спарту из Прага.